# Marta Torrado
Marta Torrado de Castro (Valencia, 20 de enero de 1966) es una política española. Concejal del Ayuntamiento de Valencia y Diputada en Cortes Generales durante la IX y X legislatura. También fue Senadora por Valencia durante la XI y la XII legislatura.

## Biografía
Estudió en el colegio Domus. Licenciada en derecho por la Universidad de Valencia y militante del PP, Rita Barberá la introdujo en la política municipal en 1991, y después de las elecciones municipales de 1995 fue nombrada concejala de juventud y patrimonio del ayuntamiento de Valencia. Tras las elecciones municipales de 1999 fue nombrada teniente de alcalde y concejala de bienestar social y progreso humano, cargo que mantuvo hasta 2012 cuando renunció para dedicarse a tiempo completo a su labor como parlamentaria nacional.
Fue elegida diputada por la provincia de Valencia en las elecciones generales de España de 2008. Ha sido secretaria segunda de la Comisión de Trabajo e Inmigración del Congreso. Reelegida en las elecciones generales de España de 2011, legislatura en la que fue vocal de la Diputación Permanente, portavoz adjunta del Partido Popular en el Congreso y vocal de la Comisión Mixta de Control Parlamentario de la Corporación RTVE y sus Sociedades. En las elecciones generales de 2015 y 2016 ocupó la segunda posición de la lista del Partido Popular a la cámara alta en la provincia de Valencia y fue elegida senadora.